# Sens-Is
Sens-Is – szósty, ostatni singel Edyty Górniak promujący album My. Internetowa premiera piosenki wraz z ilustracją wideo odbyła się 14 lutego 2013, na oficjalnym kanale YouTube artystki.
Autorem tekstu jest Karolina Kozak, zaś muzyki Bogdan Kondracki i Karolina Kozak.

## Teledysk
Dnia 14 lutego 2013, z okazji rocznicy płyty My nastąpiła premiera ostatniego singla „Sens-Is” wraz z teledyskiem. Teledysk jest to zwykła ilustracja wideo ze zdjęciami wokalistki, zrobiona podczas jednej z podróży do Tajlandii.

## Notowania
| Notowanie (2012)                | Prowadzenie           | Pozycja | Źródło |
| ------------------------------- | --------------------- | ------- | ------ |
| Lista przebojów RagaTop         | Polskie Radio Olsztyn | 2       | [ 4 ]  |
| Piosenka Tygodnia               | Radio Głos            | 1       | [ 4 ]  |
| Lista przebojów                 | Polskie Radio Rzeszów | 16      | [ 4 ]  |
| Lista Przebojów Merkurego       | Radio Merkury         | 11      | [ 4 ]  |
| Złota Trzydziestka              | Radio Koszalin        | 6       | [ 4 ]  |
| Mniej-Więcej-Lista - Tygodniowa | Radio Zachód          | 5       | [ 5 ]  |
| Mniej-Więcej-Lista - Codzienna  | Radio Zachód          | 6       | [ 6 ]  |
| RZW Chart - Lista Przebojów     | Radio ZW              | 29      | [ 4 ]  |